# تنوع بيتا
وفي علم البيئة، يعد تنوع بيتا (تنوع بيتا أو تنوع بيتا الحقيقي) النسبة بين تنوع الأنواع الإقليمية والمحلية. وقد قدم هذا المصطلح (روبرت ويتيكر)  مع مصطلحات التنوع ألفا (التنوع ألفا) وتنوع جاما (تنوع جاما). وكانت الفكرة هي أن التنوع الكلي للأنواع في المناظر الطبيعية (جاما) يتحدد من خلال شيئين مختلفين، هما متوسط التنوع في الأنواع على مستوى الموائل (ألفا) والميز بين الموائل (بيتا). وتشمل الصيغ الأخرى للتنوع بيتا "دوران الأنواع المطلقة"، و "دوران أنواع ويتاكر"، و "دوران الأنواع النسبية "."
واقترح ويتيكر عدة طرق لقياس التمايز، واخترعت الأجيال اللاحقة من علماء البيئة المزيد. ونتيجة لهذا فهناك الآن العديد من الأنواع المحددة من تنوع بيتا. يستخدم البعض تنوع بيتا للإشارة إلى أي من المؤشرات المرتبطة بالتغاير التركيبي. ويتجنب الارتباك باستخدام أسماء مميزة لصيغ أخرى.
إن التنوع البيتي كمقياس لمدى دوران الأنواع المختلفة يبالغ في التأكيد على الدور الذي تلعبه الأنواع النادرة، حيث من المرجح أن يعكس الفارق في تكوين الأنواع بين موقعين أو مجتمعين ويعكس وجود وغياب بعض الأنواع النادرة في التجميع.
كما يمكن أن يكون تنوع بيتا مقياسا للتعرية، التي تحدث عندما يكون تجميع الأنواع في المواقع الفقيرة من الأنواع مجموعة فرعية من التجميع في مواقع أكثر ثراء من الأنواع. وعلاوة على ذلك، فإن تنوع بيتا من فئة البيتا الحكيمة غير كاف في بناء جميع أقسام التنوع البيولوجي (لا يمكن التعبير عن بعض القواطع في الرسم التخطيطي للنوع 3 أو أكثر من المواقع بواسطة تنوع ألفا وبيتا). ونتيجة لذلك، لا يمكن التعبير عن بعض الأنماط الإيكولوجية الكلية والمجتمعية بشكل كامل عن طريق تنوع ألفا وبيتا. ونظرا لهذين السببين، تم اقتراح طريقة جديدة لقياس معدل دوران الأنواع، وهي الطريقة المبنية على تنوع زتا ()، واستخدمت في الربط بين كل أنماط التنوع البيولوجي القائمة على الحدوث.

## أنماط تنوع بيتا
وعلى الرغم من أن فهم التغير في تكوين الأنواع من الموازين المحلية إلى الإقليمية (التنوع بيتا) هو موضوع رئيسي في البيئة والجغرافيا الحيوية، فإن الدراسات كثيرا ما توصلت إلى إستنتاجات مختلفة فيما يتعلق بالأنماط الأساسية في التنوع بيتا. على سبيل المثال، تنبأت فرضية الضغط المتخصصة بتنوع بيتا أعلى عند خطوط العرض الأدنى. ولا تختلف الدراسات التي تقارن بين المواطن الطبيعية والموائل المعدلة من قبل الإنسان. وأخذت مطابخ وآخرون عينات من العث في الغابات الأولية والمسجدة في وادي دانوم، بورنيو لإظهار أن التنوع البيئي في الغابات الأولية أعلى من الغابات المسدودة. وعلى نحو مماثل، أخذت شركة بيري وآخرون عينات من الأشجار في نفس منطقة الدراسة لإظهار أن التنوع بيتا في الغابات المسجلة أعلى من الغابات الأولية. وكانت نتائج هاتين الدراستين مختلفة تماما عن نتائج توليفة كمية حديثة، أظهرت أن التنوع البيئي في الغابات الأولية مماثل للتنوع البيئي في جميع أنواع الموائل المعدلة من قبل الإنسان (الغابات الثانوية والمزارع والمراعي والحضر).ولذلك، هناك افتقار واضح إلى توافق في الآراء بشأن أنماط التنوع باء فيما بين الدراسات. (سريكار وآخرون)  اقترح أن معظم هذه التناقضات ترجع إلى الاختلافات في حجم الحبوب و/أو النطاق المكاني بين الدراسات. وأظهروا أن النطاق المكاني يغير العلاقة بين تنوع بيتا والعرض.

## تقسيم التنوع في الماضي الجيولوجي
وكانت أحداث التنويع الرئيسية في الماضي الجيولوجي مرتبطة بتحولات في المساهمات النسبية للتنوع ألفا وبيتا (تقسيم التنوع). ومن بين الأمثلة على ذلك انفجار الكامبري، حدث تشعب الاوردوفيشي الكبير، والانقراض الجماعي في العصر البرمي  وفي نهاية العصر الثلاثي الجوراسي. وتؤكد البيانات التجريبية المستمدة من هذه الدراسات الإفرادية التنبؤات النظرية بأن عددا متزايدا من الأنواع سيزيد من تنوع بيتا نسبة إلى تنوع ألفا بسبب التأثيرات الناجمة عن المنافسة بين النوعين؛ ومع ذلك فإن تنوع ألفا قد يزداد مرة أخرى بعد أن تستنفد خيارات زيادة الدوران الجغرافي.